# Nuit et Jour
Night and Day é um filme francês, do gênero drama,  dirigido por Chantal Akerman. Lançado em 1991, é estrelado por Guilaine Londez e Thomas Langmann.

## Elenco
- Guilaine Londez - Julie
- Thomas Langmann - Jack
- François Négret - Joseph
- Nicole Colchat - mãe de Jack
- Pierre Laroche - pai de Jack